# 共和政ローマ監察官一覧
共和政ローマ監察官一覧（きょうわせいローマかんさつかんいちらん）は主に共和政ローマのケンソル（監察官）を年毎に記載した一覧。

## 一覧
年の後のローマ数字は初回のセルウィウス・トゥッリウス王から数えて何回目のルーストルムかを示す。プレブス出身者は斜体で表す。

### ケンソル以前のケンスス[2]
- 紀元前579年～前536年 I～IV - ロームルスの定めた3つのトリブスからローマ市内を4つに区切った都市トリブスに行政単位を変更。
  - セルウィウス・トゥッリウス
- 紀元前508年 V - 共和政初のケンスス
  - プブリウス・ウァレリウス・プブリコラ
  - ティトゥス・ルクレティウス・トリキピティヌス
- 紀元前498年 VI
  - ティトゥス・ラルキウス・フラウス
  - クィントゥス・クロエリウス・シクルス
- 紀元前493年 VII
  - ポストゥムス・コミニウス・アウルンクス
  - スプリウス・カッシウス・ウェケッリヌス
- 紀元前474年 VIII
  - アウルス・マンリウス・ウルソ (紀元前474年の執政官)
  - ルキウス・フリウス・メドゥッリヌス (紀元前474年の執政官)
- 紀元前465年 IX
  - クィントゥス・ファビウス・ウィブラヌス (紀元前467年の執政官)
  - ティトゥス・クィンクティウス・カピトリヌス・バルバトゥス
- 紀元前460年
  - プブリウス・ウァレリウス・プブリコラ (紀元前475年の執政官)
  - ガイウス・クラウディウス・インレギッレンシス・サビヌス
- 紀元前459年 X
  - クィントゥス・ファビウス・ウィブラヌス (紀元前467年の執政官)
  - ルキウス・コルネリウス・マルギネンシス・ウリティヌス

### 紀元前5世紀
- 紀元前443年[3] XI - 初代ケンソル[4][注釈 2]
  - ルキウス・パピリウス・ムギッラヌス (紀元前444年の補充執政官)
  - ルキウス・センプロニウス・アトラティヌス (紀元前444年の補充執政官)
- 紀元前435年[6] XII - カンプス・マルティウスに公共集会場が設けられ、そこでケンススが行われるようになった[7]。
  - ガイウス・フリウス・パキルス・フスス
  - マルクス・ゲガニウス・マケリヌス
- 紀元前430年[8] XIII - 罰として数多くの牛や羊を徴収しすぎたため、この年家畜の代わりに貨幣での支払いを可能とする法が執政官によって成立[9]
  - ルキウス・パピリウス
  - プブリウス・ピナリウス
- 紀元前418年[10] XIV
  - ルキウス・パピリウス・ムギッラヌス (紀元前427年の執政官)
  - 不明[注釈 3]
- 不明 XV
- 紀元前403年[11] XVI - 未婚の男性と寡婦の結婚を促進[12]
  - マルクス・フリウス・カミッルス
  - マルクス・ポストゥミウス・アルビヌス・レギッレンシス

### 紀元前4世紀
- 不明 XVII
- 紀元前393年[13] - ユリウス・ユッルスが任期中死亡し補充ケンソルが選出されたが、このルーストルム期間中 (5年間)にローマがガリア人に占領されたため (前390年)、不吉な前例として補充される事はなくなった[14]
  - ルキウス・パピリウス・クルソル (紀元前387年の執政武官)
  - ガイウス・ユリウス・ユッルス (紀元前408年の執政武官)
    - マルクス・コルネリウス・マルギネンシス (補充)
- 紀元前389年[15] XVIII - ウェイイから加わった市民を新設した4つの農村トリブス（選挙区）に登録か[注釈 4]
  - マルクス・フリウス・フスス
  - ルキウス・パピリウス・ムギッラヌス (紀元前380年の執政武官)
- 紀元前380年[16] - 借金を巡って不穏な動きがあり、市民の財産額査定のため選出されたが、ポストゥミウスが任期中死去したためスルピキウスも辞任し、補充が選出されたものの瑕疵があり辞任[17]
  - ガイウス・スルピキウス・カメリヌス
  - スプリウス・ポストゥミウス・アルビヌス・レギッレンシス
- 紀元前378年[18] XIX- 借金を巡って暴動が起きたため、実態調査のため選出されたが戦争で中断[19]
  - スプリウス・セルウィリウス・プリスクス
  - クィントゥス・クロエリウス・シクルス
- 紀元前366年[20] - 翌年ポストゥミウスが疫病で死去[21]
  - -・ポストゥミウス・レギッレンシス・アルビヌス
  - ガイウス・スルピキウス・ペティクス
- 紀元前363年[22] XX
  - マルクス・ファビウス・アンブストゥス (紀元前381年の執政武官)
  - ルキウス・フリウス・メドゥッリヌス (紀元前381年の執政武官)
- 紀元前358年[23] XXI - 恐らくこの年行われたトリブスのポンプティナ区とプブリリア区の追加[24]
  - マルクス・ファビウス・アンブストゥス (紀元前360年の執政官)
  - 不明
- 紀元前351年[25] XXII - 初のプレブス出身ケンソル誕生 (マルキウス)
  - ガイウス・マルキウス・ルティルス (紀元前357年の執政官)
  - グナエウス・マンリウス・カピトリヌス・インペリオスス
- 紀元前340年[26] XXIII - 成年人口165000人[注釈 5]
  - ルキウス・コルネリウス・スキピオ (紀元前350年の執政官)
  - プブリウス・コルネリウス・スキピオ
- 紀元前332年[27] XXIV - 2つのトリブスが新設され、マエキア区にはラヌウィウム人が、スカプティア区にはウェリトラエ人が登録された[28]
  - クィントゥス・プブリリウス・ピロ
  - スプリウス・ポストゥミウス・アルビヌス
- 紀元前319年[29]
  - ガイウス・スルピキウス・ロングス
- 紀元前318年[30] XXV - 新しいトリブス、オウフェンティナ区とファレルナ区が追加[31]
  - ルキウス・パピリウス・クラッスス
  - ガイウス・マエニウス
- 紀元前312年[32] XXVI - 無産市民をトリブスに登録。一年半の任期終了後もカエクス辞任せず。アッピア街道アッピア水道建設[33]
  - アッピウス・クラウディウス・カエクス
  - ガイウス・プラウティウス・ウェノクス
- 紀元前307年[34] XXVII - ブルトゥスによってサルース神殿建設開始。両者によってウァレリア街道が建設される[35]
  - マルクス・ウァレリウス・マクシムス・コルウィヌス
  - ガイウス・ユニウス・ブブルクス・ブルトゥス (紀元前317年の執政官)
- 紀元前304年[36] XXVIII - カエクスによって全トリブスに登録された無産市民らを4つの都市トリブスに集中的に再配置[37]
  - クィントゥス・ファビウス・マクシムス・ルリアヌス
  - プブリウス・デキウス・ムス (紀元前312年の執政官)
- 紀元前300年[38] XXIX - 新しいトリブス、アニエンシス区とテレンティナ区が追加[39]
  - プブリウス・センプロニウス・ソプス (紀元前304年の執政官)
  - プブリウス・スルピキウス・サウェッリオ (紀元前304年の執政官)

### 紀元前3世紀
- 紀元前294年[40] XXX - 成年人口262,321人[41][注釈 6]
  - プブリウス・コルネリウス・アルウィナ
  - ガイウス・マルキウス・ルティルス・ケンソリヌス
- 紀元前289年[42] XXXI - 成年人口272,000人[43]
  - スプリウス・カルウィリウス・マクシムス
  - クィントゥス・ファビウス・マクシムス・グルゲス (紀元前292年の執政官)
- 紀元前283年[44] - 途中辞任 (理由不明)
  - クィントゥス・カエディキウス・ノクトゥア
- 紀元前280年[45] XXXII - 成年人口287,222人。ドミティウスは初めてルーストルムの儀式を行ったプレブス出身ケンソルとなった[46]
  - ルキウス・コルネリウス・スキピオ・バルバトゥス
  - グナエウス・ドミティウス・カルウィヌス・マクシムス
- 紀元前275年[47] XXXIII - 成年人口271,224人。元コンスルのコルネリウス・ルフィヌスが10ポンド以上の銀製品を所持していたとして元老院から追放[48]
  - ガイウス・ファブリキウス・ルスキヌス
  - クィントゥス・アエミリウス・パプス
- 紀元前272年[49] - 任期中パピリウスが死去したがデンタトゥスは辞任せず旧アニオ水道建設事業を続行[50][注釈 7]
  - マニウス・クリウス・デンタトゥス
  - ルキウス・パピリウス・プラエテクスタトゥス
- 紀元前269年[51] XXXIV - この年ローマの人々が初めて銀貨を使いだした[52]
  - クィントゥス・マルキウス・ピリップス (紀元前281年の執政官)
  - ルキウス・アエミリウス・バルブラ
- 紀元前265年[53] XXXV - 成年人口382,234人。マルキウス二度目のケンソルシップ[注釈 8]だがケンソルの再選を禁止する法を作る[54]
  - グナエウス・コルネリウス・ブラシオ
  - ガイウス・マルキウス・ルティルス・ケンソリヌス
- 紀元前258年[55] XXXVI
  - ガイウス・ドゥイリウス
  - ルキウス・コルネリウス・スキピオ (紀元前259年の執政官)
- 紀元前253年[56] - ポストゥミウスが任期中死去したためユニウスも辞任[57]
  - デキムス・ユニウス・ペラ
  - ルキウス・ポストゥミウス・メゲッルス (紀元前262年の執政官)
- 紀元前252年[58] XXXVII - 成年人口297,797人。16名を元老院から除外[59]。400人の騎士の若者をシキリアでの命令不服従により無産階級に降格させる[60]
  - マニウス・ウァレリウス・マクシムス・メッサッラ
  - プブリウス・センプロニウス・ソプス (紀元前268年の執政官)
- 紀元前247年[61] XXXVIII - 成年人口241,212人[62][注釈 9]
  - アウルス・アティリウス・カラティヌス
  - アウルス・マンリウス・トルクァトゥス・アッティクス
- 紀元前241年[63] XXXIX - 新トリブスのウェリナ区とクィリナ区が追加[62]
  - ガイウス・アウレリウス・コッタ (紀元前252年の執政官)
  - マルクス・ファビウス・ブテオ
- 紀元前236年[64] - ルタティウス任期中死去[65]
  - ルキウス・コルネリウス・レントゥルス・カウディヌス (紀元前237年の執政官)
  - クィントゥス・ルタティウス・ケルコ
- 紀元前234年[66] XL
  - ガイウス・アティリウス・ブルブス
  - アウルス・ポストゥミウス・アルビヌス (紀元前242年の執政官)
- 紀元前231年[67] - 選出に瑕疵あり辞任[65]
  - ティトゥス・マンリウス・トルクァトゥス (紀元前235年の執政官)
  - クィントゥス・フルウィウス・フラックス
- 紀元前230年[68] XLI
  - クィントゥス・ファビウス・マクシムス・ウェッルコスス (ローマの盾)
  - マルクス・センプロニウス・トゥディタヌス (紀元前240年の執政官)
- 紀元前225年[69] XLII - ローマ人とカンパニア人あわせて歩兵約25万、騎兵2万3千[70]
  - ガイウス・クラウディウス・ケント
  - マルクス・ユニウス・ペラ
- 紀元前220年[71] XLIII - 成年人口270,212人。解放奴隷をエスクィリナ区、パラティナ区、スブラ区、コッリナ区の4つに集中再配置。フラミニア街道とキルクス・フラミニア建設[72]
  - ルキウス・アエミリウス・パプス
  - ガイウス・フラミニウス
- 紀元前214年[73] - カンナエの戦い後イタリアを捨てようとしていたクァエストルのカエキリウス・メテッルスを無産階級に落とすなど、兵役拒否に対して厳しい処置をとる。翌年護民官となったメテッルスから告発されるも、任期中フリウスが死去しアティリウスも辞任[74]。
  - マルクス・アティリウス・レグルス (紀元前227年の執政官)
  - プブリウス・フリウス・ピルス
- 紀元前210年 - ウェトゥリウスが死去しリキニウスも辞任[75]
  - ルキウス・ウェトゥリウス・ピロ
  - プブリウス・リキニウス・クラッスス・ディウェス
- 紀元前209年 XLIV - カンパニアの土地を分配。カンナエ後の降格処分を反映し元老院を再編成。ファビウス・マクシムス・ウェッルコススを元老院第一人者に[76]。成年人口137,108人[77]
  - プブリウス・センプロニウス・トゥディタヌス
  - マルクス・コルネリウス・ケテグス (紀元前204年の執政官)
- 紀元前204年[78] XLV - 7名を元老院から除名。ウェッルコススを第一人者に再指名。マグナ・マーテル神殿建設などインフラ整備。新しい塩税をかけたためリウィウスはサリナトル (塩売り)のあだ名がついた。12の植民市を統計に加え成年人口214,000人[79]
  - マルクス・リウィウス・サリナトル
  - ガイウス・クラウディウス・ネロ

### 紀元前2世紀
- 紀元前199年[80] XLVI - カプア・プテオリ間の関税やスクイッラーチェ付近のカストラ・ハンニバルに300人の植民を送り港湾使用料を徴収。カプアの土地を売却[81]
  - プブリウス・コルネリウス・スキピオ・アフリカヌス (大スキピオ)
  - プブリウス・アエリウス・パエトゥス (紀元前201年の執政官)
- 紀元前194年[82] XLVII - スキピオ・アフリカヌスを第一人者に。3名を元老院から除名、少数の騎士を降格。キルクス (競技場)に元老院用座席を設置。アトリウム・リベルタティスや公共集会場の修復拡張。成年人口243,704人[83]
  - セクストゥス・アエリウス・パエトゥス・カトゥス
  - ガイウス・コルネリウス・ケテグス
- 紀元前189年[84] XLVIII - 4名を元老院から除外。スキピオ・アフリカヌスを三度目の第一人者に。インフラ整備とカンパニア人もローマで統計し成年人口258,318人[85]
  - ティトゥス・クィンクティウス・フラミニヌス
  - マルクス・クラウディウス・マルケッルス (紀元前196年の執政官)
- 紀元前184年[86] XLIX - 紀元前192年の執政官クィンクティウス・フラミニヌス[注釈 10]を含む7名を元老院から除外[87][88]。大スキピオの死後、フラックスを第一人者に指名[89]。
  - ルキウス・ウァレリウス・フラックス (紀元前195年の執政官)
  - マルクス・ポルキウス・カト (大カト)
- 紀元前179年[90] L - レピドゥスは自らを第一人者にし、土地を所有していたテッラキナに公費で防波堤建設。バシリカ・アエミリア他多くのインフラ整備を手がけ、私物化されていた国有地から賃貸料を徴収し公共施設も開放、市民の地位や所得に応じて所属トリブスを再設定[91]
  - マルクス・アエミリウス・レピドゥス (紀元前187年の執政官)
  - マルクス・フルウィウス・ノビリオル (紀元前189年の執政官)
- 紀元前174年[92] LI - プラエトル経験者のスキピオ家の二人[注釈 11]やフラックスの兄弟を含む9名を元老院から除名、数名の騎士降格。レピドゥスを第一人者に (2回目)。キルクスにプラエトルとアエディリス専用席を設置し、ラップ数を分かりやすくし動物を闘技場に導入した。多数のインフラ整備をし、特にフラックスは私費で神殿建設などを行ったが、元ある神殿から建材を剥ぎ取ったため元老院に召喚された[93]
  - クィントゥス・フルウィウス・フラックス (紀元前179年の執政官)
  - アウルス・ポストゥミウス・アルビヌス・ルスクス
- 紀元前169年[94] LII - レピドゥスを第一人者に (3回目)。7名を元老院から除名。マケドニア戦線からの離脱者を原隊へ復帰させた他厳しい取締りに反感が募り、プルケルは護民官に告発され無産階級へ落とされる所をグラックスの弁護により無罪となった。多くのエクィテスが降格され、バシリカ・センプロニア建設[95]
  - ガイウス・クラウディウス・プルケル (紀元前177年の執政官)
  - ティベリウス・センプロニウス・グラックス (大グラックス)
- 紀元前164年 LIII - 3名を元老院から除名。マルキウスはコンコルディア像をフォルムに立て、正確な日時計を設置[96]。成年人口337,022人。レピドゥスを第一人者に (4回目)[97]
  - ルキウス・アエミリウス・パウルス・マケドニクス
  - クィントゥス・マルキウス・ピリップス (紀元前186年の執政官)
- 紀元前159年 LIV - フォルムから法的根拠の薄い政務官の像を撤去。スキピオ・ナシカは昼夜を等分した水時計を設置[98]。成年人口328,316人。レピドゥスを第一人者に (5回目)[99]
  - プブリウス・コルネリウス・スキピオ・ナシカ・コルクルム
  - マルクス・ポピッリウス・ラエナス
- 紀元前154年[100] LV - 劇場を建設するもスキピオ・ナシカによって無用な上に公衆道徳に反するとして取り壊される。成年人口324,000人。レピドゥスを第一人者に (6回目)[101]。カッシウスはコンコルディア像を元老院へ移し聖別しようとするが、最高神祇官に民衆によって指名されなければ法的根拠がないとされる[102]
  - マルクス・ウァレリウス・メッサッラ (紀元前161年の執政官)
  - ガイウス・カッシウス・ロンギヌス (紀元前171年の執政官)
- 紀元前147年 LVI - スキピオ・ナシカ・コルクルムを第一人者に[103]
  - ルキウス・コルネリウス・レントゥルス・ルプス
  - ルキウス・マルキウス・ケンソリヌス (紀元前149年の執政官)
- 紀元前142年 LVII - 小スキピオはアエミリウス橋を完成させ、厳しい取締りを行いティベリウス・クラウディウス・アセッルスを無産階級に降格させた[注釈 12]。ムンミウスは取締りを仲裁しアカエアでの戦利品でカピトリヌスを飾った[104]。成年人口328,442人[105]
  - プブリウス・コルネリウス・スキピオ・アフリカヌス・アエミリアヌス (小スキピオ)
  - ルキウス・ムンミウス・アカイクス
- 紀元前136年 LVIII - プルケルは厳しく、ノビリオルは寛大に取締り、プルケルが第一人者に[106]。成年人口317,933人[107]
  - アッピウス・クラウディウス・プルケル (紀元前143年の執政官)
  - クィントゥス・フルウィウス・ノビリオル
- 紀元前131年[108] LIX - 両ケンソルがプレブスは初。プルケルを第一人者に (2回目)、死去後はルキウス・コルネリウス・レントゥルス・ルプスを指名。メテッルスは人口増のため全市民に婚姻を強制する演説を行い、護民官ガイウス・アティニウス・ラベオ・マケリオを元老院から除名[注釈 13]。成年人口318,823人[109]
  - クィントゥス・カエキリウス・メテッルス・マケドニクス
  - クィントゥス・ポンペイウス
- 紀元前125年 LX - テプラ水道建設、カエピオの宿敵でアウグルのマルクス・アエミリウス・レピドゥス・ポルキナを6000セステルティウスで家を借りたとして処罰。コルネリウス・レントゥルスを第一人者に[110]。成年人口394,736人[111]
  - グナエウス・セルウィリウス・カエピオ (紀元前141年の執政官)
  - ルキウス・カッシウス・ロンギヌス・ラウィッラ
- 紀元前120年 LXI - コルネリウス・レントゥルスを第一人者に[112]
  - クィントゥス・カエキリウス・メテッルス・バリアリクス
  - ルキウス・カルプルニウス・ピソ・フルギ (歴史家)
- 紀元前115年 LXII - ガイウス・リキニウス・ゲタを含む32名を元老院から除名、マルクス・アエミリウス・スカウルスを第一人者に[113]。成年人口394,336人[114]
  - ルキウス・カエキリウス・メテッルス・ディアデマトゥスまたはルキウス・カエキリウス・メテッルス・ダルマティクス
  - グナエウス・ドミティウス・アヘノバルブス (紀元前122年の執政官)
- 紀元前109年 - ドルススは任期中死去したがスカウルスは辞任拒否[注釈 14]、アエミリア・スカウリ街道（英語版）建設やミルヴィオ橋の修復、ガリア・キサルピナの排水事業を手がける[115]
  - マルクス・アエミリウス・スカウルス
  - マルクス・リウィウス・ドルスス
- 紀元前108年 LXIII - エブルヌスは自らの息子を不貞行為で処刑。アエミリウス・スカウルスを第一人者に再指名[116]
  - クィントゥス・ファビウス・マクシムス・エブルヌス
  - ガイウス・リキニウス・ゲタ[注釈 15]
- 紀元前102年 LXIV - ルキウス・アップレイウス・サトゥルニヌスとガイウス・セルウィリウス・グラウキア（英語版）を元老院から除名しようとする[注釈 16]。[117]
  - クィントゥス・カエキリウス・メテッルス・ヌミディクス
  - ガイウス・カエキリウス・メテッルス・カプラリウス

### 紀元前1世紀
- 紀元前97年[118] LXV - 祝日や普段使えるアス (青銅貨)の制限などを定めたリキニウス法を撤廃しようとした護民官マルクス・ドゥロニウスを元老院から除外[注釈 17]。ロストラをキリキアでの戦利品で飾る。アエミリウス・スカウルスを第一人者に再指名[119]
  - ルキウス・ウァレリウス・フラックス (紀元前100年の執政官)
  - マルクス・アントニウス・オラトル
- 紀元前92年[120] - 行きすぎたラテン語の修辞技法を制限。ドミティウスは同僚クラッススの贅沢を攻撃した。スカウルスを第一人者に留任[121]
  - グナエウス・ドミティウス・アヘノバルブス (紀元前96年の執政官)
  - ルキウス・リキニウス・クラッスス 途中辞任
- 紀元前89年[120] - この年、同盟市戦争の結果市民権を得たイタリア人を登録するため新しく10の農村トリブスが追加される事が決定していたが、護民官プブリウス・スルピキウス・ルフスの提出した新市民を旧農村トリブスに登録する法案が可決されたため中断[122]
  - プブリウス・リキニウス・クラッスス (紀元前97年の執政官)
  - ルキウス・ユリウス・カエサル (紀元前90年の執政官)
- 紀元前86年 LXVI - 解放奴隷が35のトリブスに登録される。成年人口463,000人[123]。この時ローマを支配していたのはキンナで、新市民の登録が間に合わなかったともみられているが、トリブスへの配分は済んでいた可能性がある[124]。
  - ルキウス・マルキウス・ピリップス (紀元前91年の執政官)
  - マルクス・ペルペルナ (紀元前92年の執政官)
- 紀元前70年[125] LXVII - 64名を元老院から除名、成年人口90万人[126]。この年の執政官グナエウス・ポンペイウスの影響で、スッラ派に対抗するため主にケントゥリアの第一クラシスを大量に登録したと考えられている[127]
  - グナエウス・コルネリウス・レントゥルス・クロディアヌス
  - ルキウス・ゲッリウス・プブリコラ
- 紀元前65年[128] - ポー川以北の人々（トランスパダニ）にローマ市民権を与えるかどうかで意見が対立[129]。クラッススは恐らくカエサルの支援を得てトランスパダニに市民権を与える法案提出を図ったがカトゥルスに阻止された[130]
  - クィントゥス・ルタティウス・カトゥルス・カピトリヌス
  - マルクス・リキニウス・クラッスス 途中辞任
- 紀元前64年[131] - 前年と同じ理由で対立[132]。元老院リスト更新を護民官に妨害され途中辞任[133]
  - ルキウス・アウレリウス・コッタ (紀元前65年の執政官)
  - 不明
- 紀元前61年[134] - 元老院全員を留任、定員オーバー[135]。アシア属州でのスキャンダラスな不当契約に絡んでいた可能性[136]
  - ガイウス・スクリボニウス・クリオ (紀元前76年の執政官)？
  - 不明 途中辞任
- 紀元前55年[137] - この年ティベリス川が大氾濫して多くの死傷者が出た[138]。彼らは治水工事を行った。任期満了まで務めたがルストルムは行えなかった[139]
  - プブリウス・セルウィリウス・ウァティア・イサウリクス (紀元前79年の執政官)
  - マルクス・ウァレリウス・メッサッラ・ニゲル
- 紀元前50年[140] - ポンペイウス派のプルケルは贅沢や不品行を徹底的に調査すると多くのエクイテスと元老院議員を除名し結果的にカエサル派で固め、解放奴隷を元老院から除名。ガイウス・サッルスティウス・クリスプスもこのとき除名されている。カエサル派のピソはガイウス・スクリボニウス・クリオの除名撤回を嘆願した[141]。ピソはカエサルとの調停も図った[142]
  - アッピウス・クラウディウス・プルケル (紀元前54年の執政官)
  - ルキウス・カルプルニウス・ピソ・カエソニヌス
- 紀元前42年[143]
  - ガイウス・アントニウス・ヒュブリダ
  - プブリウス・スルピキウス・ルフス
- 紀元前28年[144] LXVIII - 元老院が千人を超えたため190名に自主的に返上させ、内乱の一世紀で激減していたパトリキを元老院の許可の下増やし、元老院議員が許可なくイタリア半島から出ることを禁じた[145]
  - インペラトル・カエサル・オクタウィアヌス
  - マルクス・ウィプサニウス・アグリッパ

### 帝政後のルーストルム
- 紀元前22年[146] - 民間人による最後のケンソル。彼らの仕事は実質的にはアウグストゥスが代行した[147]
  - ルキウス・ムナティウス・プランクス
  - ルキウス・アエミリウス・レピドゥス・パウッルス (紀元前34年の執政官)（英語版）
- 紀元前8年[144] LXIX
  - インペラトル・カエサル・アウグストゥス (アウグストゥス)
- 14年[148] LXX
  - インペラトル・カエサル・アウグストゥス (アウグストゥス)
  - ティベリウス・カエサル・インペリオ (ティベリウス)
- 47年[149] LXXI
  - ティベリウス・クラウディウス・カエサル・アウグストゥス・ゲルマニクス (クラウディウス)
  - ルキウス・ウィテッリウス
- 72年[150] LXXII
  - インペラトル・カエサル・ウェスパシアヌス・アウグストゥス (ウェスパシアヌス)
  - ティトゥス・カエサル・ウェスパシアヌス (ティトゥス)